# Omphale stigmalis
Omphale stigmalis är en stekelart som beskrevs av Christer Hansson 1997. Omphale stigmalis ingår i släktet Omphale och familjen finglanssteklar. Inga underarter finns listade i Catalogue of Life.